# Aster Fissehatsion
Aster Fissehatsion (également connu sous le nom d'Astier Fesehazion), née en 1951, est une femme politique érythréenne et une prisonnière d'opinion pour Amnesty International. Elle est l'ancienne épouse de l'ancien vice-président de l'Érythrée, Mahmoud Ahmed Sherifo.
Depuis le 18 septembre 2001, elle est détenue avec d’autres hommes politiques du G-15 (en), un groupe qui s’opposait au pouvoir du président érythréen Isaias Afwerki. Depuis, Aster et 15 autres ministres sont détenus dans un lieu inconnu. Les ministres critiquaient la guerre frontalière du président de l'époque, Isaia, et avaient signé une lettre ouverte.

## Vie politique
Elle rejoint le Front de libération du peuple érythréen (EPLF) en 1974 et devient une figure de proue de la lutte pour l'indépendance en Érythrée. Après l'indépendance, elle occupe les postes suivants: membre du Conseil central du Front populaire pour la démocratie et la justice (PFDJ), membre de l'Assemblée nationale, directrice du ministère du Travail et des Affaires sociales.
En 1996, Fissehatsion est licenciée pour avoir critiqué le gouvernement de plus en plus autoritaire, mais est réintégrée en 1999. En mai 2001, elle est l'une des 15 hauts responsables du parti, plus tard connu sous le nom de G-15 (en), qui publie une lettre ouverte appelant à "dialogue pacifique et démocratique"; et appelant le président Isaias Afwerki à adhérer aux procédures parlementaires et de gouvernance correctes, à tenir des réunions internes du parti et à tenir les promesses faites par le PFDJ en matière de réforme judiciaire.

## Arrestation
Elle est arrêtée en septembre 2001 pour son appartenance au G-15 (en). Le 18 septembre 2001, elle emprisonnée indéfiniment avec d’autres hommes politiques du G-15, un groupe qui s’opposait au pouvoir du président érythréen Isaias Afwerki. Depuis, Aster et dix autres ministres sont détenus dans un lieu inconnu. Les ministres critiquaient la guerre frontalière du président de l'époque, Isaia, et ont signé une lettre ouverte. Elle est considérée comme une prisonnière d'opinion par Amnesty International. Depuis l'arrestation, divers gouvernements et groupes d'entraide demandent au gouvernement érythréen de libérer les personnes arrêtées. Une campagne massive est lancée par Amnesty International en 2011. Amnesty International déclare Aster Fissehatsion, ainsi que les dix autres politiques arrêtes, comme prisonnière d'opinion et demande la libération immédiate du groupe. Elle est la seule femme sur les onze détenues et sur les quinze opposants, trois ont fui le pays et un a retiré son soutien.